# Hamarjung
Hamarjung (nepalski: हमरजुङ) – gaun wikas samiti we wschodniej części Nepalu w strefie Kośi w dystrykcie Terhathum. Według nepalskiego spisu powszechnego z 2001 roku liczył on 650 gospodarstw domowych i 3504 mieszkańców (1779 kobiet i 1725 mężczyzn).